# Saint-Just, Ille-et-Vilaine
Saint-Just este o comună în departamentul Ille-et-Vilaine, Franța. În 1 ianuarie 2022 avea o populație de 1.103 de locuitori.